# جيرالد همفريز
جيرالد همفريز (8 ديسمبر 1908 - 3 فبراير 1983)  (بالإنجليزية: Gerald Humphries)‏ هو لاعب كريكت بريطاني وبريطاني (وحمل سابقاً جنسية المملكة المتحدة لبريطانيا العظمى وأيرلندا). شارك مع منتخب إنجلترا للكريكت.

## وصلات خارجية
- جيرالد همفريز على موقع إي آس بي آن كريك إنفو (الإنجليزية)